# Beaupuy (Alto Garona)
Beaupuy es una localidad y comuna francesa situada en el departamento de Alto Garona y la región de Mediodía-Pirineos.

## Demografía
| 207 | 196 | 239 | 727 | 1039 | 1095 |
| Para los censos de 1962 a 1999 la población legal corresponde a la población sin duplicidades (Fuente: INSEE [Consultar]) |     |     |     |      |      |